# Экономика Шпицбергена
Экономика Шпицбергена представлена относительно независимыми друг от друга норвежским и российским (ранее советским) секторами, хотя право на осуществлени экономической деятельности на острове имеют и некоторые другие государства, подписавшие договор 1920 года. До конца 1980-х годов, когда основной отраслью экономики архипелага была угледобыча, здесь доминировал советский сектор. В связи с распадом СССР и сопутствующими экономическими трудностями, инициатива перешла к норвежской стороне. По мере истощения угольных запасов власти Норвегии с конца 1970-х годов старались планомерно диверсифицировать экономику острова путём развития туризма, с целью уменьшения дотационности региона, и расширения научно-исследовательского сектора, который включал образовательную составляющую. Aналогичная диверсификации российского сегмента экономики из-за финансовых трудностей началась с некоторым опозданием, но она набирает обороты: Арктикуголь уже открыл гостиницу и сувенирный магазин. Несмотря на истощение многих угольных месторождений угледобыча по-прежнему даёт до 80 % поступлений в казну архипелага. Характерной особенностью экономики архипелага является фактически полное отсутствие частной собственности у физических лиц, большинство из которых размещается в апартаментах частных или гос. компаний и покидает его пределы по окончании проекта или выходе на пенсию.

## История
Исторически первостепенной отраслью экономики Шпицбергена были рыболовство и китобойство, которым занимались российские и норвежские рыбаки. Затем широкое развитие получила угледобыча. Местные угольные пласты, как правило, лежат на поверхности и имеют доступ непосредственно со склона гор, просматриваясь невооруженным глазом. Такая геологическая формация привела к возникновению многочисленных небольших шахт и угольных разрезов вдоль береговой линии, которые открывались и закрывались по мере исчерпания и разведки пластов.
С 1906 по 1911 год американские инвесторы вложили более 1,5 миллиона крон в развитие угледобычи на Шпицбергене. К 1913 году ежегодный объем добычи достиг почти 50 000 тонн, часть из которых экспортировалась в северные регионы России. Однако ведение бизнеса осложнялось трудовыми конфликтами, в основном с норвежскими шахтерами, работавшими на американских шахтах. Это приводило к нарушениям производственного процесса и убыткам. Американская администрация препятствовала созданию профсоюзов, но подавлять недовольство рабочих было сложно из-за отсутствия национальной юрисдикции США и Норвегии на архипелаге. 
Летом 1913 года американская Arctic Coal Company начала переговоры о продаже своих активов и угольных участков. Велись контакты с норвежским правительством (министром Иленом) и бизнесменами из Норвегии, Швеции и Германии. Норвежцы проявили осторожность из-за опасений конфликта с великими державами, а шведские и немецкие бизнесмены не были заинтересованы из-за высокой цены и сомнений в прибыльности. В связи с экономическими трудностями, зимой 1914-1915 гг. Arctic Coal Company сократила штат до 120 рабочих и начала распродажу имущества на Шпицбергене. В сентябре 1915 года шахта была закрыта, осталась только охрана из трёх человек.

### СССР
СССР начал активно разрабатывать угольные месторождения на Шпицбергене в 1931 году. На протяжении нескольких десятилетий лидирующим игроком в сфере экономики Шпицберегена был СССР. И действительно, до начала 1990-х годов число граждан СССР на архипелаге в несколько раз превосходило число граждан Норвегии.

### Норвегия
20 апреля 1941 года немецкий разведывательный самолет He-111 из метеорологической эскадрильи Wekusta-5 под командованием лейтенанта Р. Шютце совершил первый полет на Шпицберген, вылетев с норвежского аэродрома «Банак». Официальной причиной полета была доставка в Лонгьир оборудования для тушения пожара на угольной шахте по запросу норвежских властей. Часть оборудования была сброшена с парашютами. 21 апреля самолет приземлился на свободную ото льда прибрежную полосу. После передачи оставшегося оборудования норвежцам и получения почты, He-111 успешно вернулся в Вернес.

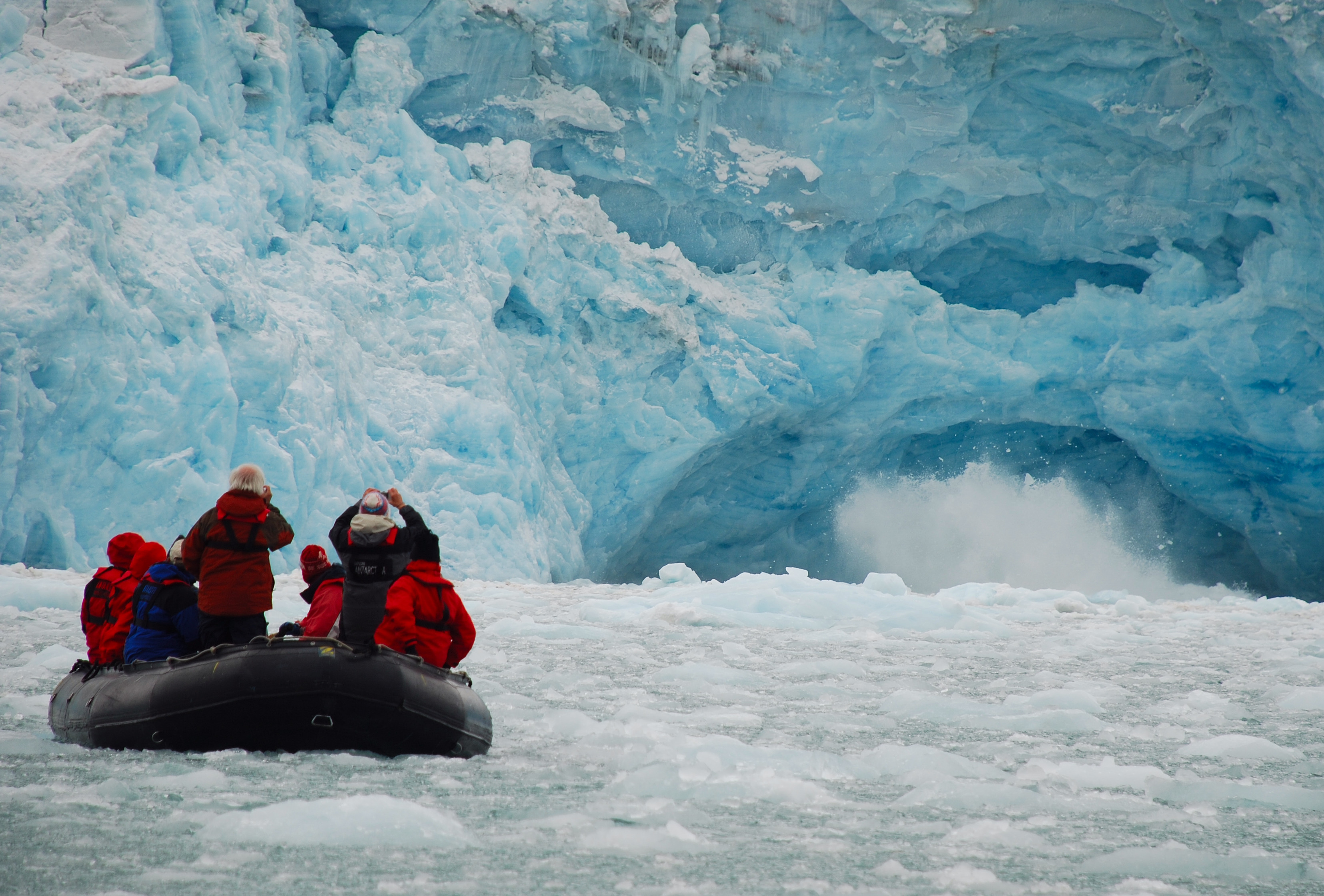
Экотуризм в водах Шпицбергена

Исчерпание основных легкодоступных месторождений угля к середине 1970-х годов поставило вопрос об экономической целесообразности существования Лонгйира, к тому времени уже дотировавшегося норвежским правительством. В аналогичном положении оказалась и норвежская государственная фирма Kings Bay, которой принадлежало поселение Ню-Олесунн. По этой причине норвежское правительство начало активную диверсификацию экономики Шпицбергена и предоставило жителям архипелага налоговые льготы. Кроме того, в 1993 году шахтерский город Лонгйир был продан национальному правительству, которое сконцентрировалось на развитии университетского центра и туризма.
В настоящее время единственной крупной рентабельной шахтой на архипелаге является Свеагрува, которая и является основным источником дохода Шпицбергена (2008 млн норвежских крон в 2007 году). Также уголь добывается на шахте № 7 в Лонгйире, обеспечивая углём местную электростанцию. Вторым по значимости источником доходов является туризм (317 млн крон), третьим — обеспечение научной деятельности (142 млн крон). В частности, Kings Bay обеспечивает логистической поддержкой около 200 учёных, работающих в поселке Ню-Олесунн в летний сезон, а также отвечает за снабжение других научных станций.

## Туризм
Туристический бизнес сконцентрирован вокруг Лонгйира, куда прилетают туристы из континентальной Норвегии (два рейса в день), а также приходят круизные суда. Все виды бизнеса в пределах норвежских поселений демонстрируют стабильный рост. В частности, скачок цен на углеводороды в конце 2000-х годов обеспечил рекордную добычу в Свеагруве (свыше 4 млн тонн в год), а количество пассажиров круизных судов выросло с 20 тысяч в 2005 до 30 тысяч человек в 2008 году.

### Диверсификация

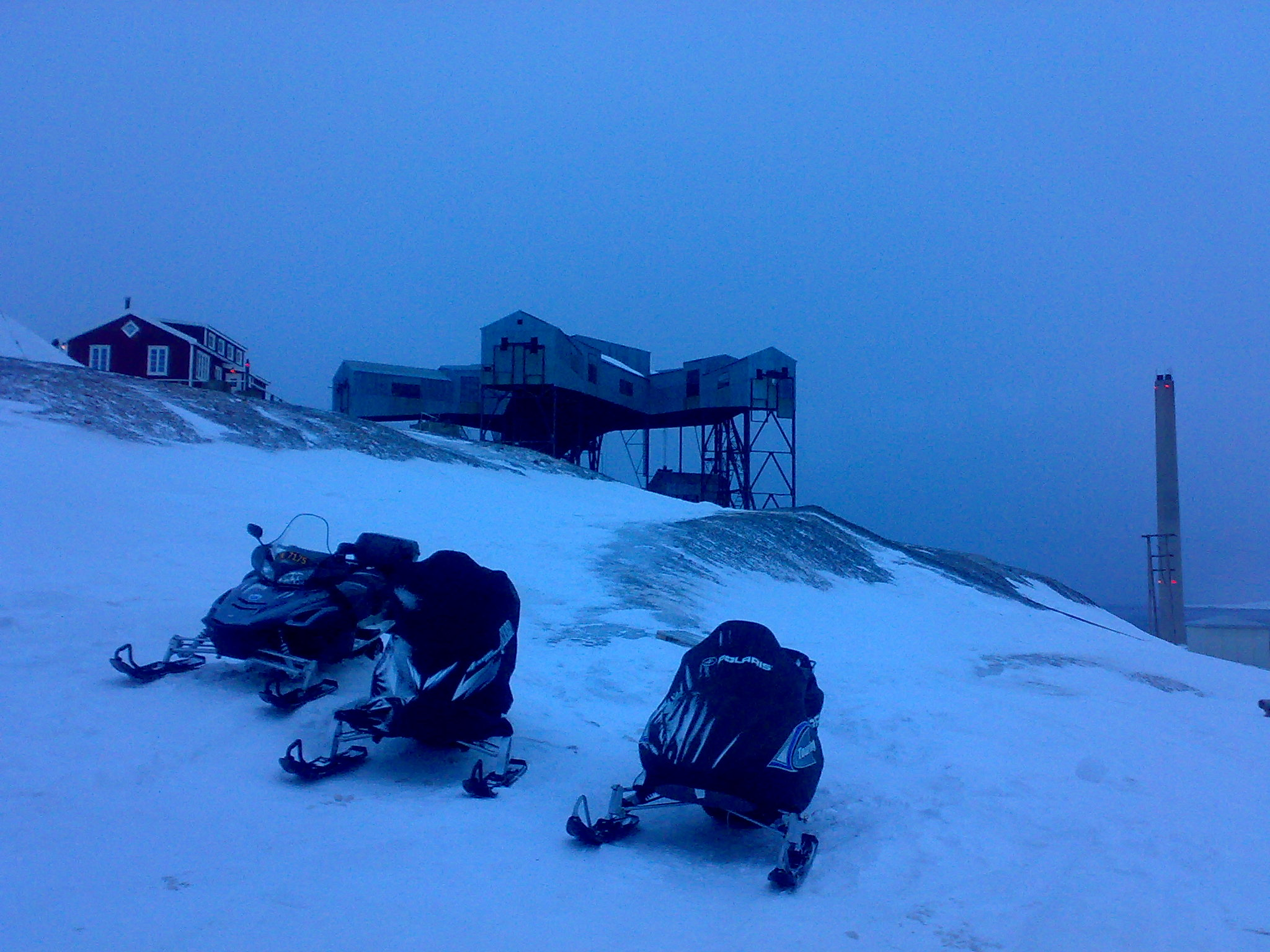
Катание на снегоходах. Шпицберген

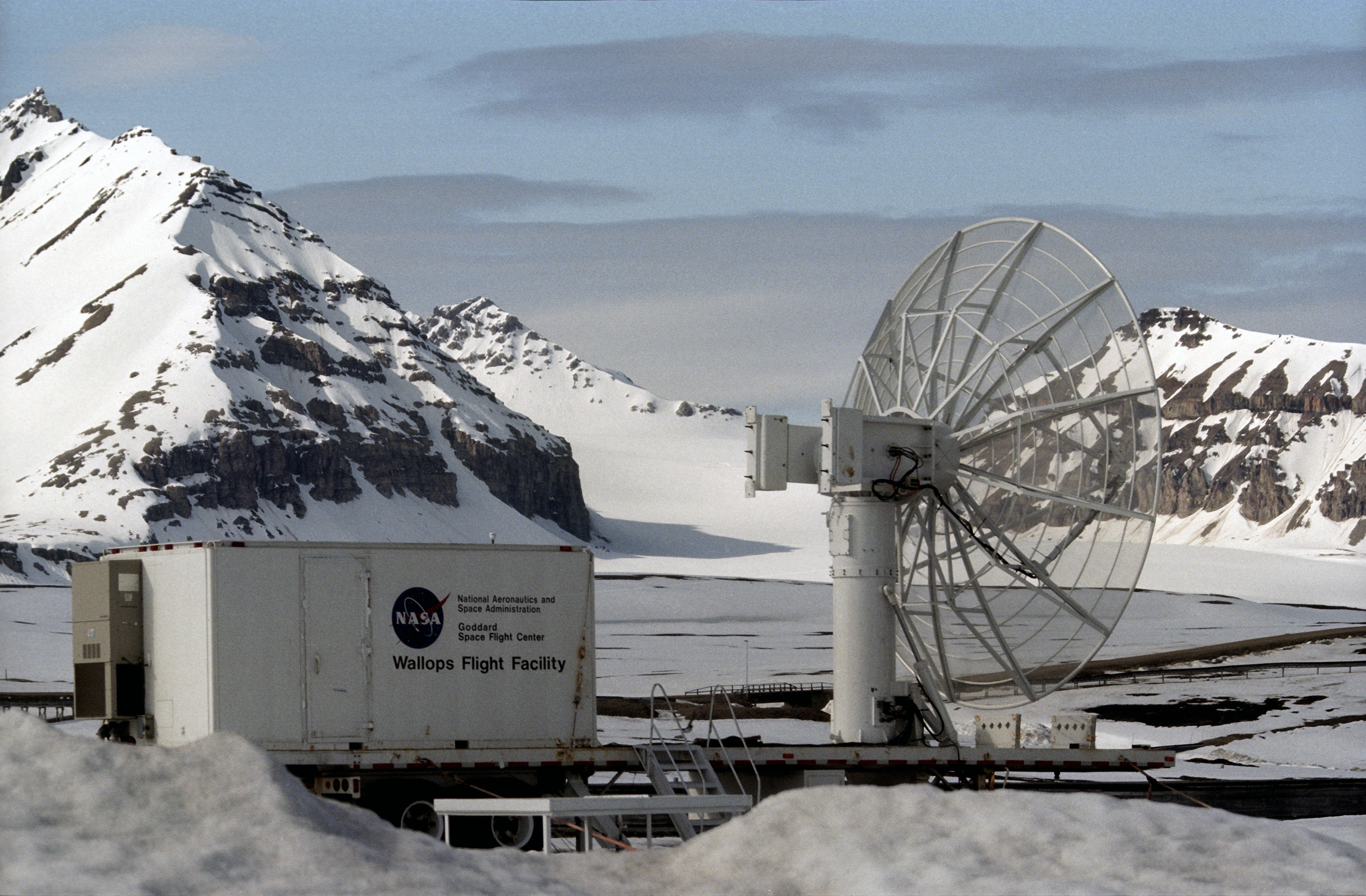
НИИ-центр НАСА в посёлке Ню-Олесунн

Таким образом, несмотря на значительные начальные вложения норвежского правительства в инфраструктуру аэропорта, морского порта и научной сферы, Свальбард сегодня полностью находится на самоокупаемости, со среднегодовым доходом жителей на 23 % выше, чем в среднем по Норвегии.

### Трудоспособное население
По состоянию на 2007 год, из всего экономически активного населения норвежской части архипелага 484 были трудоустроены в угледобыче, 211 работали в туристическом секторе и 111 человек в образовательном. В этом же году доход от угледобычи составил 2,008 млн крон (81,4 %), от туризма — 317 млн крон и НИИ работ — 142 млн.

### Россия
Исчерпание в 1990-х годах угленесущего слоя на шахте Пирамида поставило крест на прибыльности Арктикугля, быстро превратившегося в дотационный ресурс. При этом запланированные государственные расходы на содержание треста составляют 870, 820 и 806 млн рублей в 2008, 2009 и 2010 годах, а деятельность сводится к поддержанию жизнедеятельности Баренцбурга, с 2006 года добывающего уголь только для собственного потребления. Несмотря на это, руководство Арктикугля регулярно заявляет о скором возобновлении добычи на Пирамиде или в Груманте — позиция, частично поддерживаемая норвежскими шахтерами. С политической точки зрения, открытая лицензия на добычу угля для российского предприятия облегчает функционирование Свеагрувы, часто критикуемого норвежской партией зелёных, уже добившейся запрета на добычу нефтепродуктов в районе Шпицбергена.
Сам посёлок Баренцбург не представляет долговременного туристического интереса — несмотря на частые летние рейсы судов из Лонгйира, большинство туристов посещает российское поселение не более, чем на пару часов. Развитию независимой туроператорской инфраструктуры в Баренцбурге и научно-логистической базы в Пирамиде мешает как отсутствие наземного сообщения с аэропортом, так и госмонополия на использование зданий и сооружений посёлков ФГУП ГТ «Арктикуголь». Кроме того, Баренцбург не располагает ремонтной и логистической базой для базирования наиболее востребованного (маломерного) круизного флота ледового класса, а подходящие суда бывшего советского научного флота находятся в аренде («Академик Мултановский», «Профессор Молчанов») у зарубежных фирм, либо проданы иностранным туроператорам: Polar Pioneer — бывший «Академик Шулейкин», «Академик Шокальский», Spirit of Enderby — бывший «Профессор Хромов».
В долгосрочной перспективе незамерзающий порт Баренцбурга может использоваться как база для обслуживания Северного морского пути, повышая вероятность своевременного предоставления ледокольного сопровождения и снижая риски, связанные с ледовыми повреждениями судов. Развитию Баренцбурга в этом направлении мешает как отсутствие дороги в Лонгйир, так и устаревший формат экономической деятельности России в регионе.

### Туризм
Архипелаг Шпицберген (Свальбард) является территорией Норвегии и управляется норвежским губернатором (норв. Sysselmannen), который определяет достаточно строгие правила для туризма. В частности, на Шпицбергене запрещены туристические вертолётные экскурсии. Кроме того, нельзя беспокоить диких животных (включая белых медведей), и все случаи применения оружия на поражение расследуются полицией. Также под охраной находятся следы деятельности человека ранее 1946 года.
Для обеспечения безопасности самостоятельных путешествий по архипелагу туристы обязаны получать разрешение на выход за пределы нулевой зоны (куда входят Лонгйир, Баренцбург, Грумант и Пирамида), а также иметь страховку и поддерживать связь при помощи спутниковых телефонов или радиостанций. Стандартным пешим маршрутом нулевой зоны является переход из Лонгйира через долину Адвентдален в Колесбухту, далее в Грумант и возвращение через долину Бьорндален. Также существуют пешие маршруты вокруг ледников Исфьорда и Пирамиды, заброска производится «зодиаками» с попутными туристическими судами линии Баренцбург — Лонгйир — Пирамида.
Большинство полярных туристов прибывает на Шпицберген в течение полярного дня, с марта по август. Весной наиболее популярны снегоходные маршруты и лыжные маршруты, а в июле—августе — пешие экспедиции. На протяжении полярного дня температура на Шпицбергене в среднем составляет около пяти градусов тепла, хотя снегопады также не редкость. В мае—июне тундра сильно заболочена и основные туристические маршруты проходят по ледникам и фьордам (на каяках).
Развитие арктических круизов дало хороший стимул гостиничной индустрии Лонгйира, которая зарегистрировала в 2008 году 93 тыс. постояльцев при достаточно высокой стоимости гостиничных номеров (от 120 долларов США). Несмотря на то, что в городе нет отелей экономического класса, туристы могут остановиться в хостеле, либо на кемпинге прямо напротив аэропорта. Гостиница имеется и в Баренцбурге, но пользуется низкой популярностью ввиду неразвитости в посёлке туристической индустрии.
В октябре 2022 года Центр арктического туризма (ЦАТ) «Грумант», работающий в составе треста «Арктикуголь» с 1 апреля 2015 года, был исключён из Совета по туризму Шпицбергена. В результате  «Арктикуголь» начал создавать собственную туристическую инфраструктуру. В 2024 году ЦАТ «Грумант» продал более 200 зимних туров, несмотря на сложности с визами и транспортной доступностью. Для сравнения, в 2020 году было продано 321 зимних туров.

### Оружие и охота
Шпицберген (в том числе Лонгйир) находится на пути сезонной миграции белых медведей к паковому льду. Несмотря на то, что вероятность встретить медведя полярным днем на 78-й параллели невелика, на архипелаге принято носить крупнокалиберное оружие (нарезное или гладкоствольное) при выходе за пределы Лонгйира. Также рекомендуется при себе иметь сигнальный пистолет и ограждать места ночевки сигнальными минами. В городе есть несколько спортивных магазинов, дающих в аренду оружие и боеприпасы туристам. В 2009 году губернатором Шпицбергена введено новое правило аренды оружия, для чего необходимо предоставить справку из полиции страны постоянного проживания.
На архипелаге живёт большое количество животных (в том числе шпицбергенских северных оленей), однако для охоты требуется заранее получить лицензию у губернатора.

### Российские проекты и перспективы

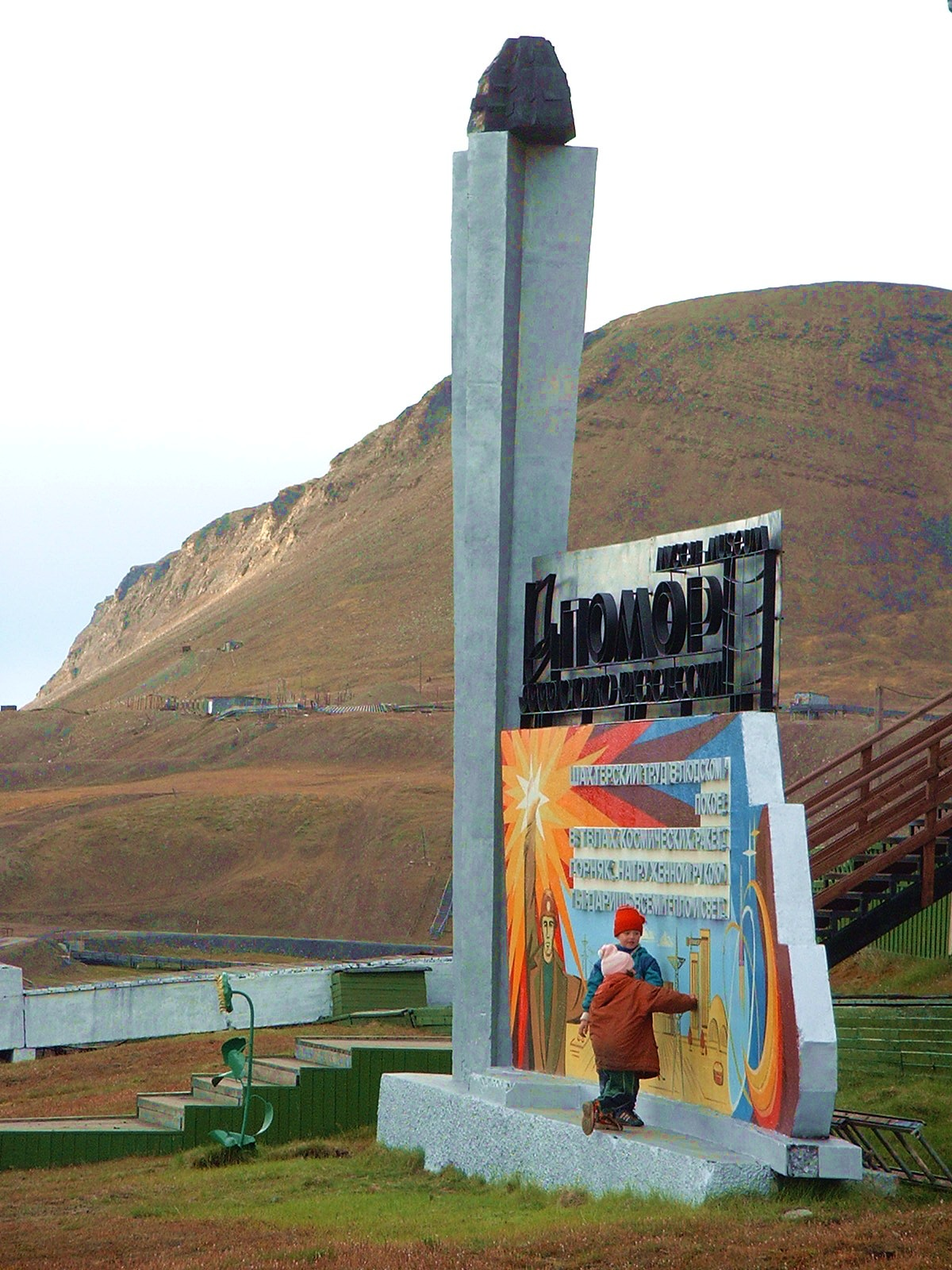
Советский монумент в посёлке Баренцбург

Несмотря на полную открытость архипелага для всех желающих жить и работать, частный российский бизнес на Шпицбергене практически отсутствует. В то же время, российская государственная собственность используется крайне неэффективно и требует затрат, как на поддержание, так и для сохранения юрисдикции (норвежский закон устанавливает максимальный срок заброшенности объектов). Для обоснования постоянных дотаций руководство Арктикугля выносило на обсуждение различные проекты: в том числе возобновление добычи угля в Груманте и Пирамиде, развитие Баренцбурга в качестве рыболовной базы и т. д. При этом серьёзная проработка проектов не производилась и публичные оценки стоимости строительства необходимой инфраструктуры (к примеру, наземной дороги Баренцбург — Лонгйир, либо восстановление железной дороги Грумант — Колесбухта) неизвестны.
Кроме того, в российских СМИ периодически озвучивались и экзотические проекты: строительство в Баренцбурге офтальмологических и бальнеологических центров (вблизи посёлка открыт мощный источник минеральной воды), добыча полудрагоценных камней, переработка рыбы на фабрике с персоналом из трудовых мигрантов, регулярная добыча и первичная обработка водорослей для нужд птицеводства в качестве пищевой добавки в птичий корм и так далее.

### Рыболовство и добыча биоресурсов
Наиболее налаженным из всех современных секторов российской экономики является рыболовство и добыча биоресурсов для обеспечения нужд растущего населения Российской Федерации. В ноябре 2016 года Росрыболовство завершило экспедицию из Мурманска на архипелаг. 6 декабря 2016 года было принято решение создать на Шпицбергене постоянную базу российского спасательного флота.